# Riuscire a volare
Riuscire a volare è il sesto album degli Après La Classe, pubblicato il 1º luglio 2014.

## Tracce
1. Angeli
2. Questa vita
3. Riuscire a volare (feat. Giuliano Sangiorgi)
4. Giurami
5. Di mare in mare
6. Stringimi
7. I Just Wanna Fly
8. Buonanotte
9. La faida (feat. Cristoforo Micheli)
10. Al chiaro di Luna
11. Via
12. È la vita che ti cambia